# Saterland
 Der er for få eller ingen kildehenvisninger i denne artikel, hvilket er et problem. Du kan hjælpe ved at angive troværdige kilder til de påstande, som fremføres i artiklen.

Saterland er en kommune i regionen Oldenburg i Nedersaksen med stærk tilknytning til det nærliggende Østfrisland. Det skyldes, at mange beboere i Saterland stadigvæk taler frisisk. Saterland udgør sammen med Østfrisland og det oldenborgske Frisland regionen Øst-Frisland. 
Saterfriserne er ligesom nordfriserne, danskerne eller sorberne et anerkendt mindretal i Tyskland.
Deres forening kaldes Seelter Buund.

## Geografi
Saterland ligger i den nordvestlige del af landskabet Oldenburger Münsterland. Nord for kommunen ligger det historiske landskab Ostfriesland og mod syd udgør Küstenkanal kommungrænsen. Floden Leda udgør kommunens nordlige grænse. Omkring Saterland findes moseområder, som tidligere bidrog til kommunens relative isolation. 

## Steder i Saterland
Kommunen oprettedes i 1974 ved en sammenlægning af fire daværende kommuner:
- Ramsloh (Roomelse) med bebyggelserne Ramsloh-Ort, Ramsloh-Nord, Ramsloh-Ost, Hoheberg, Raake, Hollen, Hollen-Brand og Hollenermoor. Ramsloh er i dag kommunens hovedby og har ca. 4.600 indbyggere.
- Scharrel (Skäddel) med bebyggelserne Scharrel-Ort, Bätholt, Langhorst, Neuwall og Heselberg.
- Sedelsberg (Seedelsbierich) med bebyggelserne Sedelsberg-Ort, Kolonie, Hüllen I, Hüllen II, Fermesand og Heselberg.
- Strücklingen (Strukelje) med bebyggelserne Strücklingen-Ort, Bollingen I, Bollingen II, Utende, Wittensand og Bokelesch.

## Historie
Saterland ligger på en 15 kilometer lang sandø omgivet af et moselandskab. Helt ind på 1800-tallet kunne Saterland kun nås med båd. Området koloniseredes mellem 1100 og 1400 af frisere fra Ostfriesland. På grund af områdets isolering er det gamle østfrisiske sprog bevaret i området. Østfrisisk er ellers uddød, senest på den østfrisiske ø Wangerooge. Under tiden for Frisisk Frihed udgjorde Saterland et af de historiske frisiske landskaber. Det grænsede til de frisiske landskabper Overledingerland og Moormerland. 
I middelalderen havde Saterland en egen forfatning og en egen ret. Dette var en del af den så kaldte frisiske frihed, som ifølge overleveringen garanteredes af Karl den store. Saterland var et af de syv frisiske områder. I maj 1400 undertegnede saterfriserne og andre frisiske områder en aftale med hansaen om at ikke længere støtte sørøvere i Nordsøen (fetaljebrødrene). Tidvis styredes Saterland af grevarne af Tecklenburg og af biskoppen i Münster. 
I 1803 blev Saterland en del af hertugdømmet Oldenburg efter som bispedømmet Münster sekulariseredes. Kort der efter var Saterland under en begrænset periode under fransk okkupation. Kommunen Saterland oprettedes i 1934.

## Kultur
Saterfriserne stammer fra østfriesere, som i 1200-tallet forlod deres hjemegn efter stormfloder og koloniserede det nuværende Saterland. Disse frisere er de eneste østfrisere, som har beholdt deres gamle sprog. Saterfrisisk tales af op til 2.500 personer. Blandt andet stednavneskilte i området er tosprogede. Foreningen Seelter Bund arbejder på at beskytte det saterfrisiske sprog. Saterland er repræsenteret i det interfrisiske råd.
Til forskel fra omkringliggende områder præges Saterland og saterfriserne af den katolske kirke. Andre frisere tilhører som regel den protestantiske kirke.

## Næringsliv
Gennem kommunen går jernbane og tre hovedveje samt nogle kanaler. Ved Küstenkanal findes et industriområde. 